# Rubén Oscar Frassia
Rubén Oscar Frassia (Buenos Aires, 1 de diciembre de 1945-) es el obispo emérito de Avellaneda-Lanús.
Es bachiller en Teología por la Universidad Católica Argentina (Buenos Aires, 1972) y se licenció en Teología Moral por la Universidad Gregoriana (Roma, 1982-84).
Fue ordenado sacerdote el 24 de noviembre de 1973 y nombrado obispo de Caeciri el 26 de febrero de 1992 por san Juan Pablo II. El 22 de julio de 1993 se convierte en el primer obispo de San Carlos de Bariloche. En 2000 obtiene su cargo como obispo de Avellaneda.